# 望加錫人
望加錫人，是生活在在印尼蘇拉威西島南蘇拉威西省首府望加錫附近的民族，人口2,000,000-3,000,000人。

## 生活方式
大多數望加錫人是種稻的農民，但他們也是有技巧的商人和漁民。
分工是嚴格的，因為兩性是嚴格分離的，在所有傳統的穆斯林社區。男性所從事的是戶外的事項，如農業，漁業等，婦女通常負責的家務。男人是一家之主，當他在公共場合，妻子和孩子就應該尊重他。通常與家庭有關的事情最終決定是在丈夫。在農村地區，包辦婚姻仍然廣泛實行。
望加錫人接受一夫多妻制，但是因為必須為每個妻子提供一間單獨的房子，所以它只在有錢人中實行。
尊重和榮譽是望加錫人社會準則，任何人嚴重冒犯他人都有被殺害的風險，在這種情況下，當局常常拒絕介入。望加錫人經常幫助他們的鄰居，如在稻田工作和建房等。

## 語言

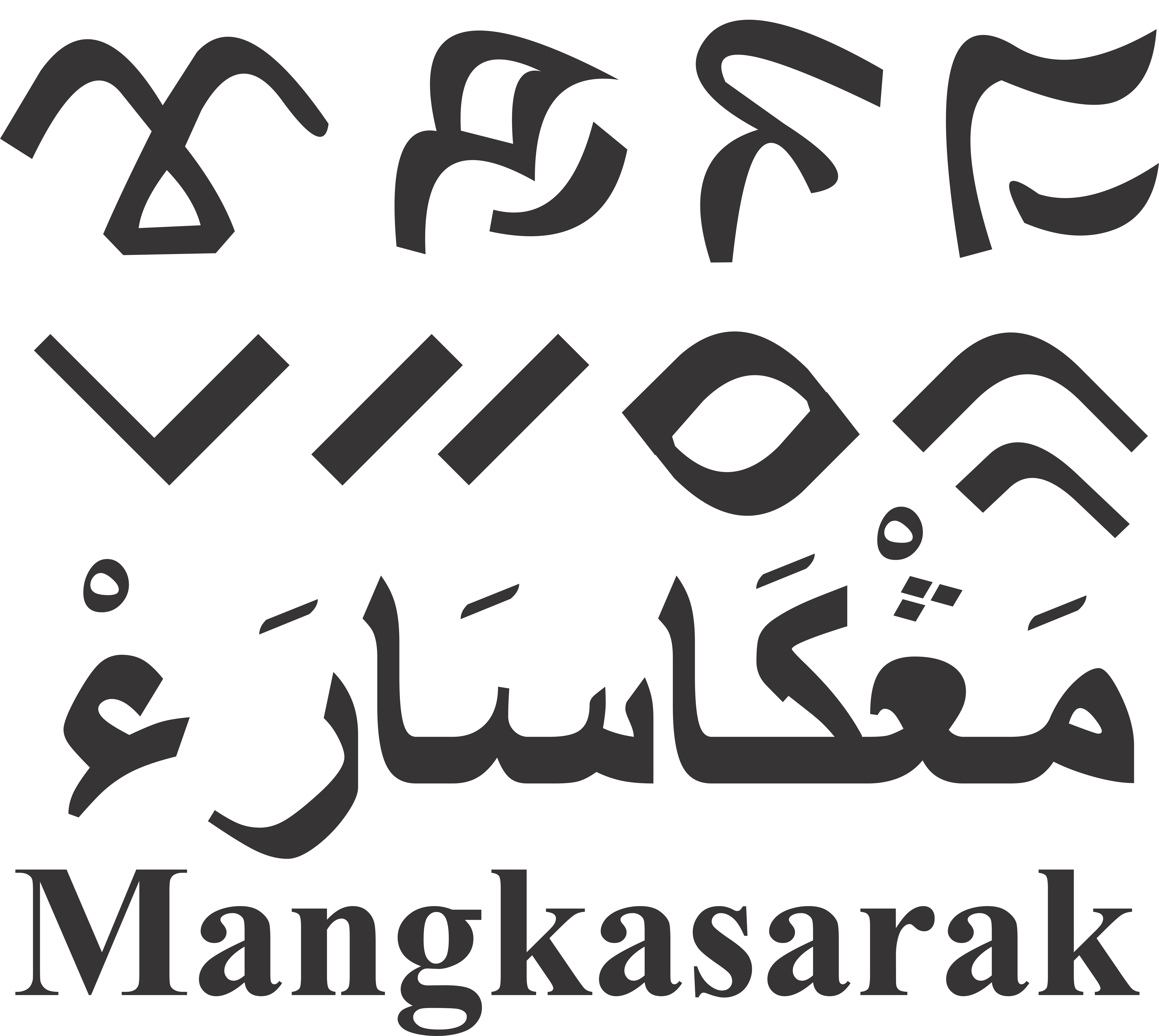
望加錫語的多種文字：
1. 爪哇文
2. 布吉文
3. 拉丁字母
4. 望加錫文
5. Bilang-bilang（計數文字）

望加錫人說望加錫語，屬南島語系马来－波利尼西亚语族。望加錫語主要在蘇拉威西島南部使用。望加錫語有原生文字（見圖），但現在很多人正改用拉丁字母書寫。

## 宗教
望加錫人差不多全是穆斯林，但傳統信仰仍保留影響，特別在遙遠地區。
伊斯蘭教進入該地區在1605年，由三位米南加保人學者引入。

## 與澳大利亞的接觸
在十八，十九世紀，大約自1720年開始已有蘇拉威西島漁民到西澳大利亞州西北海域收集和處理海參。這種貿易維持至19世紀末，因捕撈過度和澳洲政府限制(關稅和徵收許可證費用)而於1907年終止。